# ارن‌لی (بایبورد)
ارن‌لی {{ترکی|Erenli) (به کردی: Dûdûzar) یک منطقهٔ مسکونی در ترکیه است که در بایبورد واقع شده‌است. ارن‌لی ۳۴۷ نفر جمعیت دارد.